# 鬼一法眼

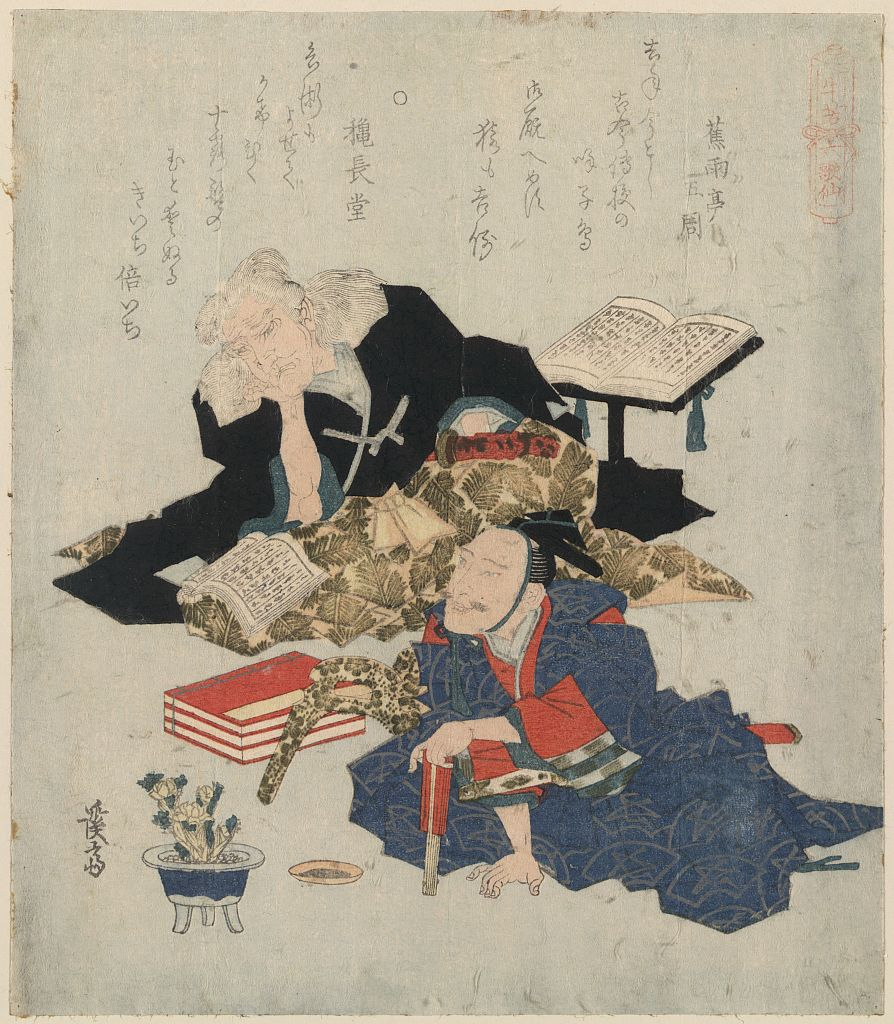
鬼一法眼と御厩喜三太

鬼一法眼（きいちほうげん）は、室町時代初期に書かれた『義経記』巻2に登場する伝説上の人物。「法眼」とは僧侶に対する尊称であって、名前ではない。
京の一条堀川に住んだ僧侶の身なりの法師陰陽師。『六韜』という兵法の大家でもあり、文武の達人とされる。源義経がその娘と通じて伝家の兵書『六韜』を盗み学んだという伝説で有名。また剣術においても、京八流の祖として、また剣術の神として崇められている。
浄瑠璃「鬼一法眼三略巻」（長谷川千四、文耕堂、1731年、竹本座）でも広く知られた。
京都市立鞍馬小学校横には、「鬼一法眼之古跡」という石碑があり、鬼一法眼の屋敷跡とも墓とも伝えられている。なお、石碑の建立は大正4年11月10日、鞍馬校職員生徒によるもの。
また、鞍馬寺境内には鬼一法眼を祀る鬼一法眼社がある。

## 関連作品
- 唖侍鬼一法眼（1973年 - 1974年）- 演：若山富三郎
- 義経（2005年、テレビドラマ）- 演：美輪明宏
- アオイシロ（2008年、ゲーム） - 演：園部好德
- Fate/Grand Order（2021年、ゲーム） - 演：加隈亜衣